# Akemi Negishi
Pour les articles homonymes, voir Negishi.
Akemi Negishi (根岸明美, Negishi Akemi), née le 26 mars 1934 et morte le 11 mars 2008, est une actrice japonaise.

## Biographie
Repérée par Josef von Sternberg, Akemi Negishi débute au cinéma dans Fièvre sur Anatahan, dans lequel elle interprète le rôle de Keiko, seule femme sur une île presque déserte du Pacifique parmi un groupe de soldats japonais naufragés et objet de toutes les convoitises.
Elle a tourné dans près de cinquante films entre 1953 et 1993.

## Filmographie partielle
- 1953 : Fièvre sur Anatahan (Anatahan) de Josef von Sternberg : Keiko, la « reine des abeilles »
- 1955 : Vivre dans la peur (生きものの記録, Ikimono no kiroku?) d'Akira Kurosawa : Asako Kuribayashi
- 1956 : Pluie soudaine (驟雨, Shūu?) de Mikio Naruse
- 1956 : Le Cœur d'une épouse (妻の心, Tsuma no kokoro?) de Mikio Naruse : la sœur de Shinji
- 1957 : Les Bas-Fonds (どん底, Donzoko?) d'Akira Kurosawa : Osen
- 1962 : King Kong contre Godzilla (キングコング対ゴジラ, Kingukongu tai Gojira?) de Ishirō Honda : la mère de Chikiro
- 1963 : 18 jeunes gens à l’appel de l’orage (嵐を呼ぶ十八人, Arashi o yobu juhachi-nin?) de Yoshishige Yoshida
- 1965 : Barberousse (赤ひげ, Akahige?) d'Akira Kurosawa: Okuni
- 1970 : Dodes'kaden (どですかでん, Dodesukaden?) d'Akira Kurosawa
- 1971 : Le Jeu (遊び, Asobi?) de Yasuzō Masumura
- 1972 : La Femme scorpion (女囚701号/さそり, Joshū 701-gō: Sasori?) de Shun’ya Itō : Otsuka
- 1973 : Lady Snowblood (修羅雪姫, Shurayuki hime?) de Toshiya Fujita
- 1973 : Mélodie de la rancune (女囚さそり 701号怨み節, Joshū sasori: 701-gō urami-bushi?) de Yasuharu Hasebe : Minamura
- 1977 : Chikuzan, le baladin aveugle (竹山ひとり旅, Chikuzan hitori tabi?) de Kaneto Shindō
- 1979 : Au revoir la vie facile (もう頬づえはつかない, Mō hōzue wa tsukanai?) de Yōichi Higashi : la mère de Mariko
- 1981 : Orage lointain (遠雷, Enrai?) de Kichitarō Negishi :  la mère de Hirotsugu
- 1982 : Lady Karuizawa (軽井沢夫人, Karuizawa fujin?) de Masaru Konuma
- 1983 : Les Quatre Sœurs Makioka (細雪, Sasame-yuki?) de Kon Ichikawa : Mme Shimozuma
- 1990 : Les Passions du mont Aso (式部物語, Shikibu monogatari?) de Kei Kumai : Fuji